# Joseph Roffo
Joseph Roffo (21 de enero de 1879 - 5 de febrero de 1933) fue un jugador de rugby francés y competidor del tira y afloja, que participó en los Juegos Olímpicos de París 1900.
Participó en la competencia de tira y afloja y ganó una medalla de plata como miembro del equipo de Francia.